# Právní úprava archeologie v České republice
Právní úpravu archeologie v ČR zajišťuje několik odlišných právních předpisů. Ke klíčovým normám patří Zákon o státní památkové péči, Stavební zákon a Úmluva o ochraně kulturního dědictví Evropy (tzv. Maltská konvence).

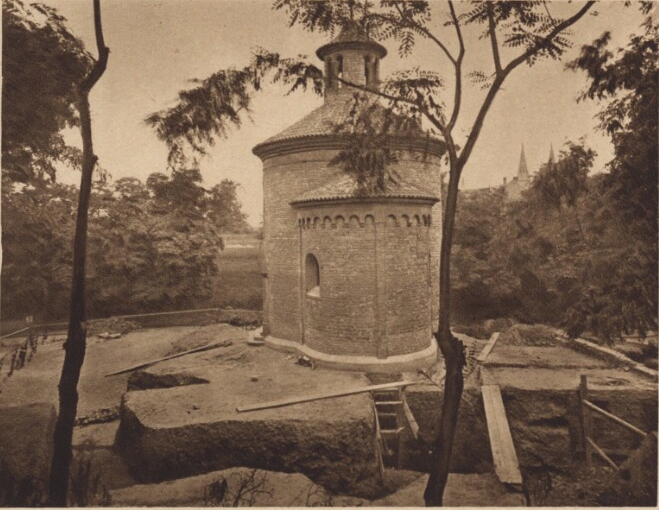
Archeologický výzkum na Vyšehradě z roku 1927

## Historie
Právní úprava archeologie v ČR nemá dlouhou tradici. První vládní nařízení, týkající se výslovně ochrany archeologických památek pochází až z 12. června 1941. Nařízení č. 274/1941 Sb., o archeologických památkách, považovalo za archeologické památky pouze nálezy z pravěku a raného středověku. Archeologické výzkumy mohl provádět výhradně Státní archeologický ústav, podřízený Ministerstvu školství a národní osvěty. Se souhlasem Archeologického ústavu mohla výzkumy provádět též muzea a jiné vědecké instituce, zaměstnávající vyškolené odborníky. Náhodný nález archeologické památky musel být Archeologickému ústavu oznámen do druhého dne a následně ponechán beze změny až do jeho ohledání odborníkem (do čtyř dnů od ohlášení). Movité i nemovité archeologické nálezy patřily státu, který v případě nálezu artefaktů z drahých kovů a jiných cenných surovin vyplácel vlastníkovi pozemku částku, opovídající ceně materiálu. Nedodržení vládního nařízení bylo možné trestat pokutou až 300 000 korun nebo půlročním vězením.
Až 17. dubna 1958 byl přijat první památkový zákon č. 22/1958 Sb. Jeho součástí byla též pasáž věnovaná archeologickým výzkumům (§ 15 – § 17). K provádění archeologických výzkumů byl i nadále oprávněn pouze Archeologický ústav Československé akademie věd a po dohodě s ním muzea, zaměstnávající vyškolené odborníky. Náhodné nálezy archeologických památek musely být hlášeny Archeologickému ústavu a krajskému muzeu do druhého dne a nález i naleziště ponechány beze změny až do jejich odborného ohledání (do tří dnů od ohlášení). Veškeré nálezy se stávaly majetkem státu a měly být ukládány do muzeí. Za artefakty z drahých kovů a jiných cenných surovin byla nálezci nadále přiznávána odměna dle ceny materiálu. U ostatních nálezů mělo být vypláceno nálezné ve výši 10 % muzejní ceny nálezu. Na rozdíl od předdchozího nařízení z roku 1941 nový zákon nepopisoval žádné sankce za jeho porušení. Zákon byl zrušen v roce 1987 přijetím nového památkového zákona č. 20/1987 Sb. 
Ani jedna z uvedených právních norem neukládala stavebníkům povinnost provedení archeologického výzkumu před zahájením výstavby.  

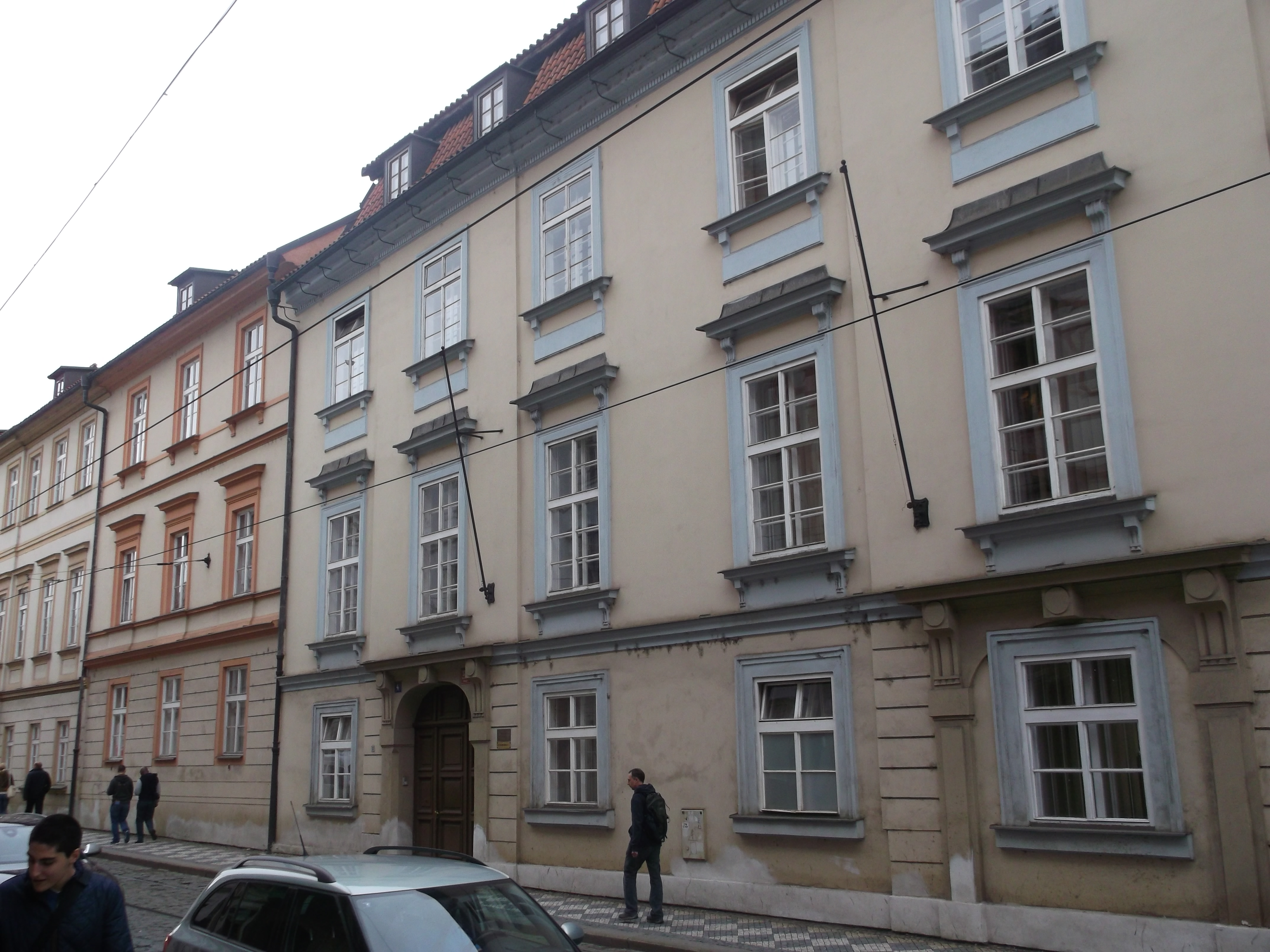
Sídlo Archeologického ústavu v Praze v Letenské ulici

## Zákon o státní památkové péči
Zákon o státní památkové péči č. 20/1987 Sb. (ve znění pozdějších předpisů) je hlavní právní úpravou archeologie v České republice. Nový zákon přijala Česká národní rada dne 30. března 1987 s účinností od 1. ledna 1988. Po roce 1990 došlo k množství novelizací, nový památkový zákon však dosud schválen nebyl, ačkoliv ten stávající je již dlouhou dobu považován za nevyhovující. Nejnovější novelizace nabývá účinnosti dne 1. července 2023.
Pro archeologické výzkumy má v rámci zákona č. 20/1987 Sb. zásadní význam zejména část třetí, označená „Archeologické výzkumy a nálezy“ (§ 21 – § 24). Zde je pojednána problematika oprávnění k archeologickým výzkumům, provádění archeologických výzkumů, dále otázka archeologických nálezů a jejich vlastnictví. V závěrečné části jsou uvedeny i případné sankce za porušení zákona. 

### Oprávnění k archeologickým výzkumům (§ 21)
Archeologické výzkumy je v České republice oprávněn provádět pouze Archeologický ústav Akademie věd České republiky (v Praze nebo v Brně), ovšem v případě potřeby může uzavřít (a také uzavírá) dohody s oprávněnými organizacemi. Tyto organizace (univerzity, muzea, ústavy památkové péče, soukromoprávní organizace i fyzické osoby) pak rovněž mohou provádět archeologické výzkumy. Kromě dohody s Akademií věd ovšem musí získat také povolení od Ministerstva kultury ČR, a to na základě splnění podmínek odborné kvalifikace a zajištění prostor pro dokumentaci a dočasné uložení movitých archeologických nálezů.
Ostatní fyzické a právnické osoby, neprofesionální zájmová sdružení a jiné skupiny tedy terénní archeologický výzkum provozovat nemohou a pokud tak činí, je jejich konání nelegální a může být potrestáno pokutou až ve výši 4 miliony Kč (§ 35 a § 39). Terénní archeologický výzkum přitom zahrnuje i takové činnosti jako povrchový sběr či vyhledávání kovových předmětů s pomocí detektoru kovů (včetně novověkých až recentních militárií). Fyzické či právnické osoby však mohou využívat zcela nedestruktivní přístupy jako je letecké snímkování či povrchový průzkum.
Oprávněné organizace musí provádět archeologické výzkumy jako neziskovou činnost, nemůže jít o předmět živnostenského podnikání.

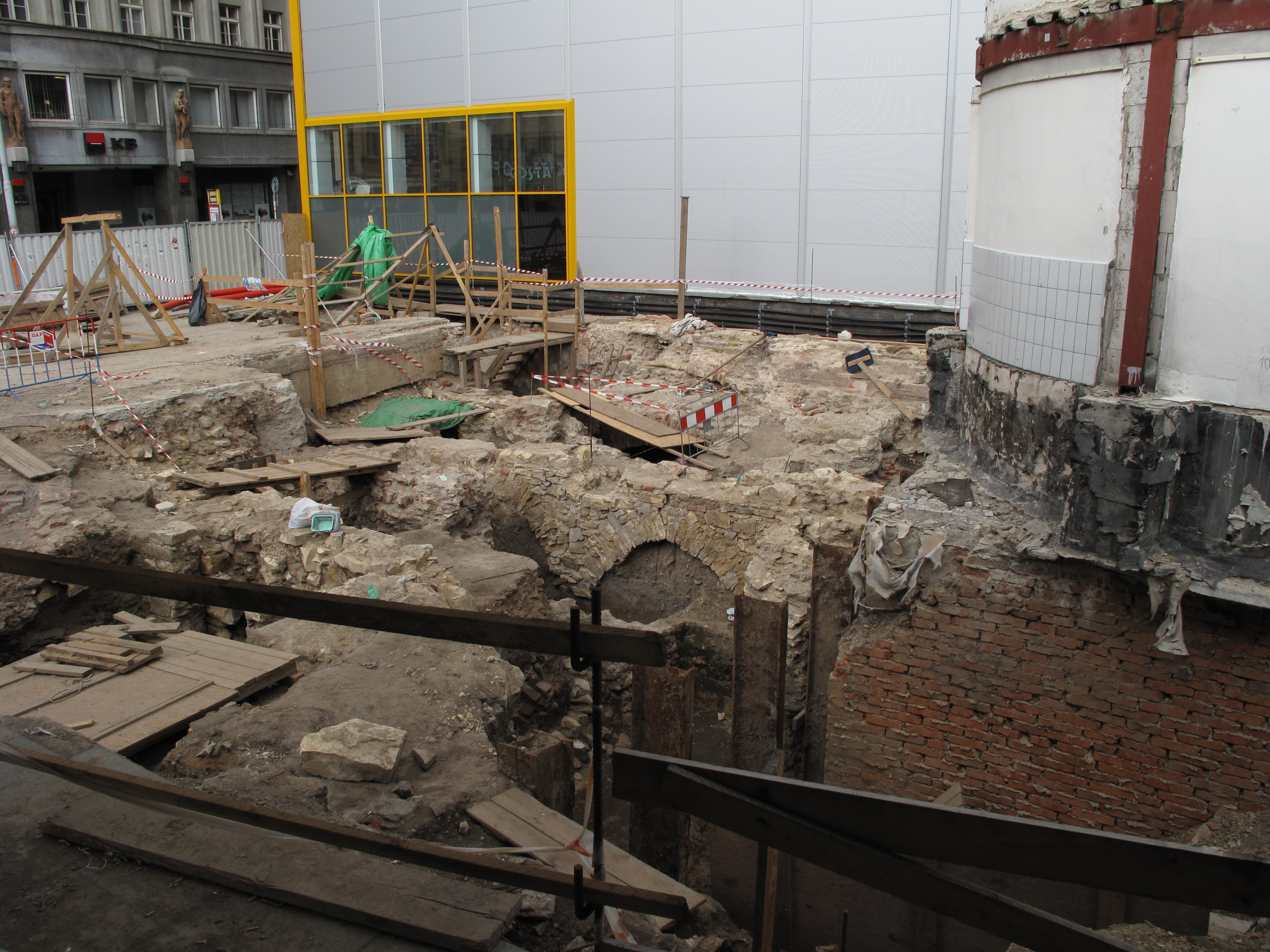
Archeologický výzkum vyvolaný výstavbou obchodního centra na Národní třídě v Praze (2010)

### Provádění archeologických výzkumů (§ 22 a § 24)
Stavebníci mají již od doby přípravy stavby povinnost oznámit připravovanou stavbu Archeologickému ústavu a umožnit na dotčeném území provedení archeologického výzkumu.
Je-li stavebníkem právnická nebo podnikající fyzická osoba, hradí od roku 1992 náklady záchranného archeologického výzkumu stavebník. V případě soukromé stavební činnosti fyzických osob (např. stavba vlastního rodinného domu) hradí náklady organizace, provádějící archeologický výzkum. 
Oprávněné organizace jsou povinny oznámit Archeologickému ústavu zahájení archeologického výzkumu a po jeho skončení podat zprávu o jeho výsledcích. Pokud probíhá výzkum na území kulturní památky, národní kulturní památky, památkové rezervace nebo památkové zóny, musí navíc oprávněná organizace informovat také odbornou organizaci památkové péče - tou je nyní Národní památkový ústav (§ 21).

### Archeologické nálezy (§ 23)
Archeologickým nálezem je podle Zákona o státní památkové péči „věc (soubor věcí), která je dokladem nebo pozůstatkem života člověka a jeho činnosti od počátku jeho vývoje do novověku“. Zákon stanoví, že kdokoliv, kdo objeví archeologický nález mimo archeologický výzkum, to musí neprodleně (do druhého dne) oznámit Archeologickému ústavu nebo nejbližšímu muzeu. Archeologický nález i jeho bezprostřední okolí pak musí ponechat beze změn až do prohlídky odborníkem, nejméně po dobu pěti pracovních dnů po učiněném oznámení. Nálezci náleží právo na odměnu, kterou mu poskytne krajský úřad. V případě nálezu z drahých kovů a jiných cenných materiálů je vyplácena odměna ve výši ceny materiálu, v ostatních případech až do výše deseti procent kulturně historické hodnoty archeologického nálezu, určené na základě odborného posudku.  

### Vlastnictví movitých archeologických nálezů (§ 23a)
Podle Zákona č. 20/1987 Sb. jsou archeologické nálezy vlastnictvím kraje, na jehož území byly zachyceny. Existují však dvě výjimky: Movité archeologické nálezy z archeologických výzkumů prováděných příspěvkovou organizací nebo organizační složkou obce zůstávají ve vlastnictví této obce. Movité archeologické nálezy z archeologických výzkumů prováděných státní organizací nebo organizační složkou státu jsou vlastnictvím České republiky.

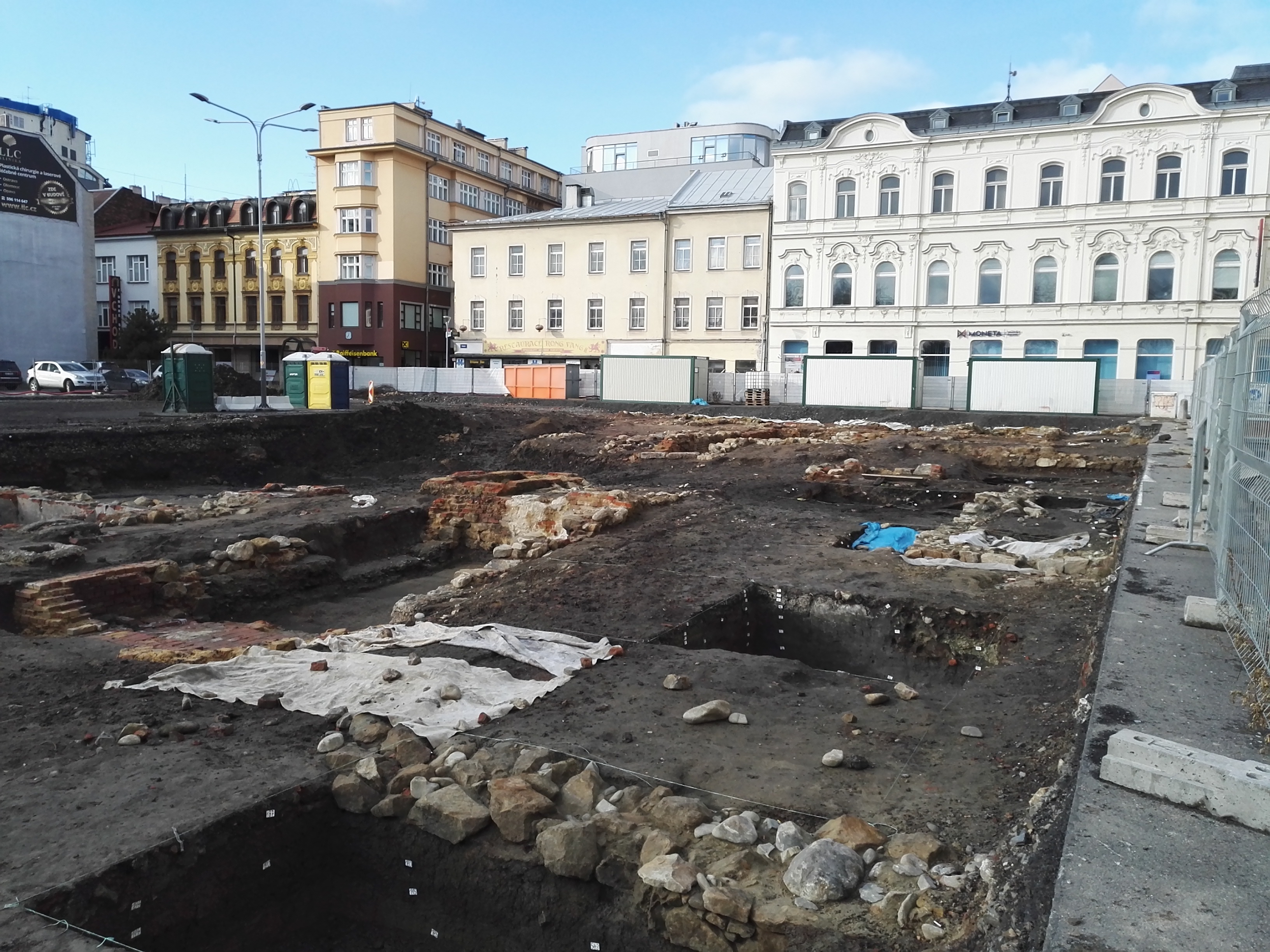
Záchranný archeologický výzkum vyvolaný úpravou parkoviště (2020)

Movité archeologické nálezy jsou trvale ukládány v muzeu, zřizovaném krajem (případně obcí, pokud jsou nálezy majetkem obce). Movité archeologické nálezy, které jsou majetkem České republiky, se zpravidla ukládají v muzeích zřízených ministerstvem kultury nebo v jiných státních organizacích nebo organizačních složkách státu, pokud jsou v nich trvale uchovávány sbírky muzejní povahy.

## Stavební zákon
Zákon o územním plánování a stavebním řádu č. 183/2006 Sb. upravuje zejména vztah archeologie a stavebníků. Především (ve shodě s památkovým zákonem) ukládá stavebníkům povinnost případný archeologický nález neprodleně oznámit stavebnímu úřadu a orgánu státní památkové péče (Národní památkový ústav) a ochránit ho před zničením až do příchodu odborníka, práce v místě nálezu musí přerušit (§ 176). Archeologické nálezy a jejich ochrana jsou dle Stavebního zákona veřejným zájmem (§ 132).
Ministerstvo kultury může na návrh orgánu státní památkové péče nebo Archeologického ústavu Akademie věd České republiky prohlásit nález mimořádného významu za kulturní památku a stavební úřad pak po dohodě s Ministerstvem kultury může již vydané stavební povolení ve veřejném zájmu změnit nebo zrušit. Stavebník má poté nárok na náhradu nákladů (§ 176).

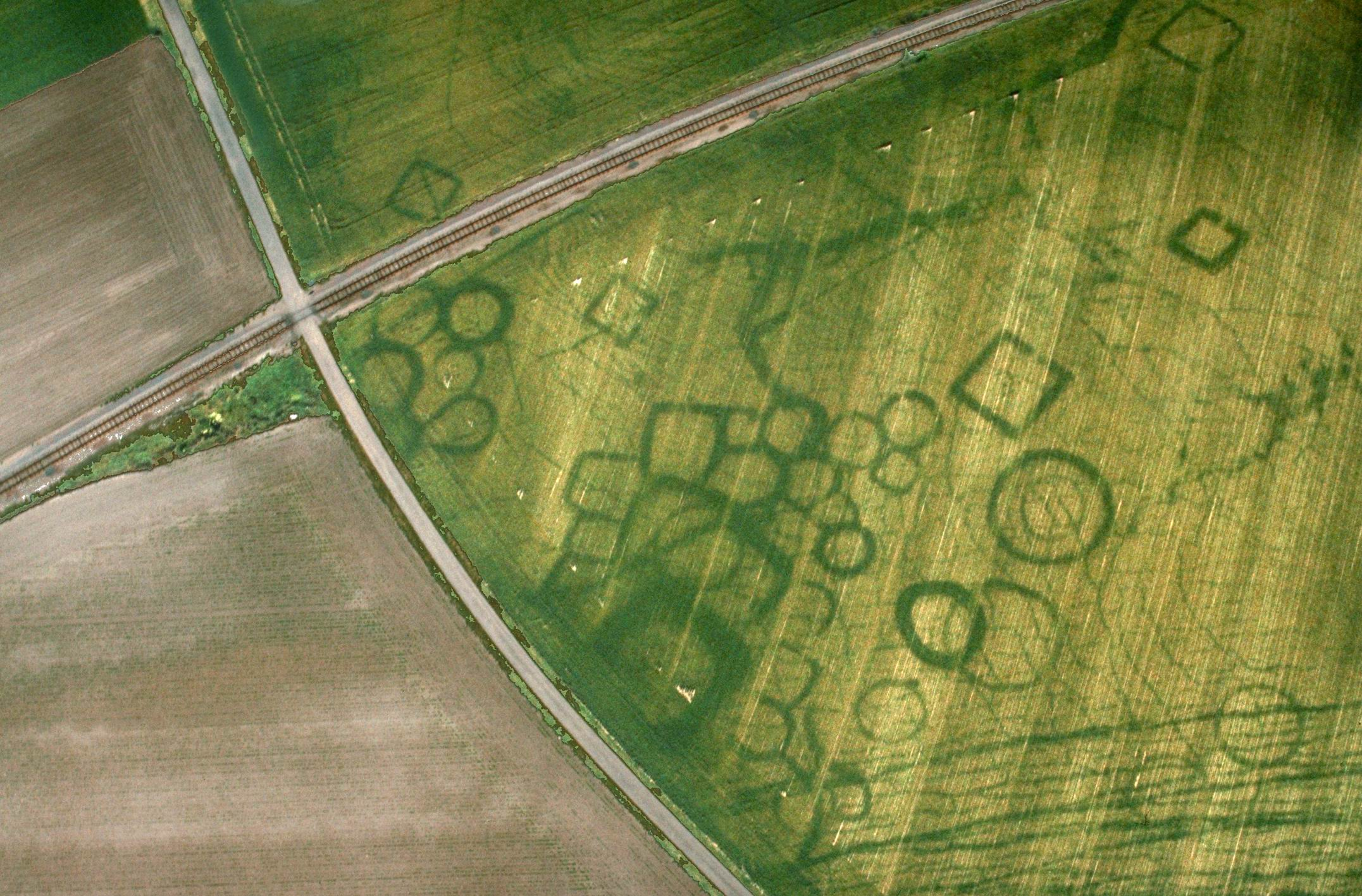
Pravěké pohřebiště dokumentované pomocí nedestruktivních archeologických metod

## Úmluva o ochraně archeologického dědictví Evropy
Úmluva o ochraně archeologického dědictví Evropy neboli Maltská konvence je mezinárodní dohoda, jejímž cílem je především ochrana evropského archeologického kulturního dědictví, sjednocení různorodých přístupů jednotlivých států a podpora výměny informací a zkušeností. Za součást archeologického dědictví se považují „veškeré pozůstatky a objekty a jakékoli jiné stopy po lidstvu z minulých období“. Archeologické památky jsou vnímány „jako zdroj evropské kolektivní paměti a jako nástroj historického a vědeckého studia“ (čl. 1).  
Z toho důvodu se zúčastněné strany zavazují chránit archeologické památky, vytvářet podmínky pro jejich ochranu (čl. 4 a 5) a upřednostňovat při archeologickém výzkumu nedestruktivní metody (čl. 3). Úmluva dále signatáře zavazuje k rozvoji vzdělávacích aktivit, k podpoře zpřístupnění archeologických památek a rozvíjení veřejného povědomí o hodnotě archeologického dědictví (čl. 9), k publikaci a výměně informací o prováděných výzkumech (čl. 7 a 8) i ke vzájemné technické a vědecké pomoci prostřednictvím výměny zkušeností a expertů (č. 12). 
Tato úmluva je v případě rozporů nadřazena Zákonu o státní památkové péči.  
Maltská konvence byla uzavřena ve Vallettě dne 16. ledna 1992. Jménem České republiky byla podepsána ve Štrasburku dne 17. prosince 1998. Po schválení smlouvy Parlamentem ČR a podepsání prezidentem byla ratifikační listina uložena u generálního tajemníka Rady Evropy dne 22. března 2000. Pro Českou republiku vstoupila Úmluva v platnost dne 23. září 2000.